# José Cóceres
José Cóceres (La Verde, 14 de agosto de 1963) es un golfista argentino que disputó el European Tour y en la actualidad participa del PGA Tour.
Nació en el pequeño poblado chaqueño de La Verde siendo uno de los once hijos de un humilde matrimonio. Comenzó como caddie cuando su familia se mudó a Resistencia y posteriormente comenzó a practicar.
Cóceres se convirtió en profesional en 1986 y logró una plaza en el European Tour a través de la Qualifying School 1990. En el European Tour obtuvo el Abierto Heineken Catalonia 1994 y el 2000 Dubai Desert Classic. Fue el segundo golfista argentino después de Roberto de Vicenzo en ganar en el PGA Tour, obteniendo el WorldCom Classic - The Heritage of Golf y el National Car Rental Golf Classic Disney.
Ganó Premio Konex 2000 y 2020, y el Premio Olimpia de Oro en 2001, siendo el segundo golfista en conseguirlo.